# Il maestro di Vigevano (film)
Il maestro di Vigevano è un film del 1963 diretto da Elio Petri, tratto dall'omonimo romanzo di Lucio Mastronardi.

## Trama

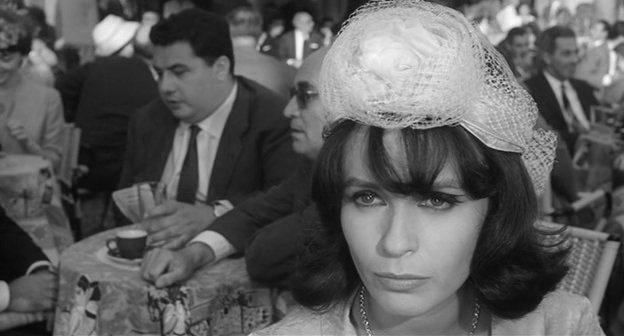
Claire Bloom (Ada) in un fotogramma del film

Il maestro Antonio Mombelli insegna in una scuola elementare di Vigevano. La sua vita si trascina tra le miserie quotidiane, le angherie del direttore della scuola Pereghi e le pretese della moglie Ada, una donna frustrata e insoddisfatta del modesto stile di vita che può concederle il marito. Unico amico di Antonio è il suo collega Nanini, eterno supplente.
Antonio è orgoglioso di appartenere al ceto intellettuale: considera un'onta per sé e per la propria famiglia il fatto che la moglie voglia lavorare in fabbrica per arrotondare le entrate e che il figlio, spinto dalla madre, si impieghi saltuariamente come garzone. Il suo stile di vita umile gli andrebbe benissimo, se non fosse per le continue lamentele della moglie che a più riprese gli rinfaccia il successo e la ricchezza di altri concittadini. Ma Antonio non ama l'intraprendenza imprenditoriale: la rapacità e la cinica immoralità di quelli che Ada considera "arrivati" lo disgustano profondamente. E il suo particolare senso della 'dignità' gli impedisce di venire a patti con l'opportunismo dei più.
Nonostante questo, un giorno, pur di accontentare la moglie, Antonio accetta la proposta del commendator Bugatti, un industriale del luogo a cui Ada aveva chiesto un prestito, che gli offre di saldare il debito elargendo voti belli quanto immeritati a suo figlio. Solo l'irruzione del direttore Pereghi, che coglie il maestro in flagrante, lo fa desistere dal proposito. La dignità di Antonio comincia a vacillare. E anche la sua autostima in quanto capofamiglia, specialmente da quando la moglie decide davvero di impiegarsi come operaia.
Ma la vita è dura. E la disperazione della moglie - che ben presto si stanca di fare la vita dell'operaia, ma al tempo stesso non vuole tornare alle ristrettezze di prima - spinge il maestro a trovare delle soluzioni. Tutti i suoi tentativi vanno però a vuoto: prima tenta di ottenere più soldi dal Ministero, attraverso una rivendicazione sindacale; poi, si offre per tenere i ragazzi al doposcuola. Il suicidio dell'amico Nanini, bocciato per l'ennesima volta all'esame di abilitazione ed umiliato anche dagli studenti, dà il colpo di grazia al precario equilibrio di Antonio, specie quando vede che il direttore, pur di non gettare discredito sul suo istituto, descrive ipocritamente Nanini ad un giornalista come il più grande docente che l'istituto abbia avuto.
Deciso finalmente a fuggire dalle umiliazioni che vive nell'ambiente scolastico, soprattutto ad opera di Pereghi, e a seguire le ambizioni di Ada, Antonio si risolve a dar retta a quest'ultima: lascia il suo lavoro e, con la liquidazione, apre una piccola fabbrica di scarpe gestita dalla moglie e dal cognato Carlo. 
Ma Antonio è negato per questa attività; e il suo improvviso successo gli fa perdere ogni prudenza. Non ha nemmeno il tempo di godersi i primi frutti, che rivela per vanagloria ad una spia in incognito della Polizia tributaria che l'azienda si procura i pellami necessari per la fabbricazione delle scarpe tramite il contrabbando. La sua nuova attività va subito all'aria. Ada e Carlo si rifanno presto, aprendo un altro laboratorio. Ma Antonio ne viene totalmente emarginato; e va in depressione, tormentato da incubi ed allucinazioni.
Qualche tempo dopo, Antonio si decide a tornare ad insegnare: ne va del suo equilibrio psicologico e della sua salute. Per farlo, deve sostenere nuovamente l'esame di abilitazione per rientrare in ruolo; e così si mette a studiare duramente. Alla fine riesce brillantemente a conseguire l'idoneità. È un momento di felicità, ma la gioia dura poco: da una scritta in un bagno scolastico, apprende di essere 'cornuto' e da allora il pensiero del tradimento della moglie non lo lascia più in pace. In effetti, Ada lo tradisce con Bugatti. Antonio, ormai in preda alla gelosia, vorrebbe commettere uno sproposito e, dopo aver vanamente tentato di procurarsi una pistola, li segue e quando li vede entrare in un motel, si precipita per sorprenderli armato di un martello, ma questi riescono a svignarsela. Sulla strada di casa, però, Ada e l'amante hanno un incidente e muoiono ed Antonio rimane solo, disperato, con suo figlio.
In autunno, riapre la scuola, riprendono le solite attività e anche le angherie del direttore. Dietro le solite routine non c'è più neanche l'orgoglio della dignità, che prima dava senso alla vita di Antonio.

## Commenti
Francesco Cenetiempo scrive nel quotidiano La voce del popolo: «Il film esce nel '63 in un clima ostile: dal Provveditore agli Studi di Pavia arriva il divieto di effettuare le riprese all'interno della scuola e gli stessi insegnanti protestano contro l'autore in quanto degrada la loro onorata categoria. Nonostante tutto, il film esce nelle sale e riscuote un certo successo anche se il regista, come si seppe in seguito, non ne fu totalmente soddisfatto. Scrive, a tale proposito, il critico e scrittore Fernaldo Di Giammatteo: “Questo Maestro di Vigevano è solo in parte un film di Petri. Più spesso è il film di un attore, di due sceneggiatori affogati negli abissi della commedia all'italiana, di un musicista corrivo. […]. In questo 1963 che vide Il Gattopardo, Le mani sulla città, Otto e mezzo, La donna scimmia, Sedotta e abbandonata, Petri tentava di costruire una storia. Ma non era questa la sua storia. Questa era una maniera per affinare gli strumenti. Una lotta contro gli ostacoli e le trappole. Una introduzione alla scoperta di se stesso, nel bene e nel male: A ciascuno il suo (1967), Un tranquillo posto di campagna (1968), Indagine su un cittadino al di sopra di ogni sospetto (1970), eccetera... ».
Il film si inserisce in un filone cinematografico italiano critico nei confronti del boom economico, a cui si possono ricondurre anche La vita agra di Carlo Lizzani (1964), e Il posto di Ermanno Olmi (1961). «Nel 1964 Carlo Lizzani aveva girato un efficace film tratto da "La vita agra", con lo stesso titolo, e per protagonista un Ugo Tognazzi in grado di andare ben al di là della sua maschera di quel tempo. Ma non è il solo caso di romanzo trasposto sullo schermo che consente a un attore di diventare strumento critico di quel modello di sviluppo: pensiamo ad Alberto Sordi ne “Il maestro di Vigevano”, nella feroce trasposizione cinematografica di Elio Petri nel 1963 del romanzo di Lucio Mastronardi; mentre, in una dimensione invece priva di grandi individualità attoriali, a ideale completamento di una sequenza sul modo d’essere del lavoro e dell’impresa di quegli anni ante-Statuto, si colloca "Il posto" di Ermanno Olmi, del 1961».
Gianni Rondolino nel Catalogo Bolaffi del Cinema Italiano 1956/1965 scrisse a proposito de Il maestro di Vigevano: "E qui va dato il merito al regista di aver saputo tratteggiare efficacemente e modernamente una cittadina di provincia, di aver saputo dare al suo personaggio un retroterra ben individuato. Anche se poi il film spesso cede alle esigenze dello spettacolo di massa, di un gusto non sempre controllato, con scene e sequenze un po' tirate giù, per i palati grossi e facili".
Il professor Mauro Zambuto, amico personale di Sordi che con lui aveva prestato negli anni Quaranta voce a Stanlio e Ollio (Zambuto doppiava Stanlio, Sordi Ollio), espresse un parere assolutamente positivo su questo film durante un'intervista del 2000, aggiungendo «Sordi è un caro amico... ».

## Incassi
Incasso accertato a tutto il 30 giugno 1965 £ 566.060.552